# Joel L. Schiff
Joel L. Schiff en Nya Zeeland amatörastronom.
Minor Planet Center listar honom som J. L. Schiff och som upptäckare av 1 asteroid.
Tillsammans med frun Christine J. Schiff upptäckte han asteroiden 12926 Brianmason.